# Ruta S del metro de Nova York

La Ruta S són tres serveis del Metro de Nova York de tipus llançadora (shuttle en anglès) i són:
- 42nd Street connecta l'estació de Times Square-42nd Street amb Grand Central-42nd Street.
- Franklin Avenue enllaça l'estació de Franklin Avenue amb Prospect Park.
- Rockaway Park connecta l'estació de Broad Channel amb Rockaway Park-Beach 116th Street.

A més dels serveis S, també hi ha altres llançadores en el marc d'altres serveis en hores baixes:
- 5 tard a la nit (Dyre Avenue Shuttle), abans SS.
- A tard a la nit (Lefferts Boulevard Shuttle).
- M tardes, caps de setmana i tard a la nit (Myrtle Avenue Shuttle), abans SS.
- R tard a la nit (Bay Ridge Shuttle).